# Выходцев, Пётр Созонтович
Пётр Созонтович Выходцев (19 июня 1923, Гадичево, Гомельская губерния — 23 марта 1994 или 19 марта 1994, Санкт-Петербург) — русский советский литературовед, литературный критик. Научный сотрудник Института русской литературы (Пушкинский дом) АН СССР (1949—1963, 1973—1986), член Союза писателей СССР (1962), доктор филологических наук (1963), профессор (1968), заведующий кафедрой советской литературы филологического факультета Ленинградского государственного университета (1962—1972). Известен как специалист по советской поэзии, творчеству А. Т. Твардовского.

## Биография
Родился в 1923 году в селе Годичев Гомельской области в крестьянской семье. Через десять лет семья переехала на Северный Кавказ в Орджоникидзе.
Окончив школу в 1940 году, поступил на филологический факультет Северо-Осетинского пединститута, но со второго курса был призван в Красную армию.
Участник Великой Отечественной войны; на фронте с марта 1942 года, стрелок стрелкового полка на Сталинградском фронте, здесь вступил в комсомол. В октябре того же года ранен. Три месяца госпиталя и вернулся в свой полк, продолжил воевать уже на Северном Кавказе, на 1-м Прибалтийском фронте, на 1944 год — разведчик-наблюдатель батареи 120-мм миномётов 6-го полка 2-й гвардейская стрелковой дивизии на 3-м Белорусском фронте. Участвовал в боях за Кенигсберг. В августе 1944 года ранен, в октябре контужен. Демобилизован в конце 1945 года.
Награждён тремя орденами Отечественной войны I (январь 1945, 1985) и II (1944) степени, Красной Звезды (1943), Славы III (декабрь 1944) и II (май 1945) степени, а также медалями «За оборону Сталинграда», «За оборону Кавказа», «За взятие Кенигсберга» и «За победу над Германией».

### После войны
После войны вернулся к учёбе в Северо-Осетинском пединституте, в 1948 году окончил его, год там преподавал, был направлен в аспирантуру в Ленинград. В 1949 году вступил в ВКП(б).
В 1949—1963 годах — старший научный сотрудник Института русской литературы АН СССР, в 1953 году защитил кандидатскую диссертацию «Поэмы А. Твардовского», в 1963 году — докторскую диссертацию «Русская советская поэзия и народное творчество».
В 1962 году принят в Союз писателей СССР по рекомендации членов-корреспондентов АН СССР В. Г. Базанова и Д. С. Лихачёва, а также поэта Николая Рыленкова.
В 1962—1972 годах был доцентом, профессором (1968) и заведующим кафедрой советской литературы филологического факультета Ленинградского государственного университета.
В 1973—1986 годах снова работал в Институте русской литературы (Пушкинский Дом) АН СССР, с 1974 года — старший научный сотрудник Сектора народно-поэтического творчества. Был членом редколлегии и заместителем главного редактора издаваемого институтом журнала «Русская литература», секретарём партбюро Института.
В 1986 году после затяжного конфликта с директором А. Н. Иезуитовым уволен из института за «несоответствие занимаемой должности». Подоплёкой этого считаются следующие обстоятельства: ещё в 1972 году Выходцев выступил на стороне Михаила Шолохова в конфликте с Александром Яковлевым по поводу статьи последнего в «Литературной газете» «Против антиисторизма», обострившей противоречия в среде интеллигенции между «западниками» и «почвенниками». Письмо Выходцева, раскритиковавшего статью, было зачитано секретарём ЦК КПСС П. Н. Демичевым на заседании Политбюро. Это привело к тому, что Брежнев убрал Яковлева из партаппарата, отправив послом в Канаду, и уже тогда — в 1973 году Выходцев «поплатился» за письмо — его отстранили от преподавания в ЛГУ. В 1985 году пришедший к власти Горбачёв вернул Яковлева из опалы, назначив заведующим Отделом пропаганды ЦК КПСС и введя членом в ЦК КПСС, после чего Выходцева «убрали» и из института.
Во второй половине 1980-х активно выступал против «перестройки», был участником национально-патриотического движения. В 1990 году подписал «Письмо 74-х».
Умер 19 марта 1994 года. Похоронен на Серафимовском кладбище.

## Научная деятельность
Печатался с 1948 года. Автор 14 монографий и более 250 статей по истории русской советской литературы и её взаимосвязи с фольклором.
В 1953 году защитил кандидатскую диссертацию по творчеству А. Т. Твардовского, долгое время находился в общении и переписке с ним, в 1958 году опубликовал монографию «Александр Твардовский», затем подготовил семинарий по его творчеству, опубликовал ряд статьей в ленинградских журналах «Нева» и «Звезда».

Ваша статья в «Звезде» мне очень понравилась. Здесь серьёзный разговор, какого я не слышал ещё, если не говорить о статье В. Александрова. — из письма А. Т. Твардовского
В 1963 году защитил докторскую диссертацию «Советская поэзия и устное народное творчество».

П. С. Выходцев — не только литературовед, прекрасно ориентированный в истории русской литературы, но и активный критик, быстро откликающийся на все наиболее жгучие проблемы современной литературной жизни, постоянно пишущий для журналов и газет. Основная теоретическая тема работ П. С. Выходцева — это тема народности литературы, её связей с фольклором и национальное своеобразие.— член-корреспондент Академии наук СССР Д. С. Лихачёв, из его рекомендации о приёме П. С. Выходцева в Союз писателей СССР
Автор очерка жизни и творчества поэта Петра Васильева (1972).
Автор курса лекций по теории социалистического реализма (1973).
Под его редакцией опубликован фундаментальный учебник для вузов «История русской советской литературы» (1970, 1974, 1986).
Составитель и ответственный редактор ряда фольклорных сборников.
Большой общественный резонанс имела книга Выходцева «С думой о Родине».
Остался неопубликованным подготовленный к печати 2-томный труд «Русский вопрос. История и современность».

## Критика
Оценки роли П. С. Выходцева в литературной жизни СССР неоднозначны. Его критические статьи вызывали полемику в литературных журналах.
Через несколько лет после его смерти вышла статья главного редактора газеты «Литературная Россия» Вячеслава Огрызко, критик Александр Огнёв посчитал изложение в ней событий противоречащим фактам, а фразы в отношении Выходцева резкими, и на страницах журнала «Наш современник» ответил тоже очень резко. Так, например, Огрызко писал, что Выходцев в определённый момент предал Твардовского, и поэтому тот его никогда не печатал в «Новом мире», на что Огнёв привёл письмо Твардовского, и объяснил отсутствие статей Выходцева в журнале Твардовского простой человеческой порядочностью; по той же причине Твардовский не дал Выходцеву рекомендацию в Союз писателей:

Дорогой Пётр Созонтович! … Что касается Вашего вступления в Союз писателей, то тут у меня нет двух мнений, — конечно, Вы достойны, и с избытком, но от дачи рекомендаций я должен, конечно, оказаться, так как главная Ваша работа — книга обо мне.— из письма А. Т. Твардовского, 1 октября 1958 года
Известно, что вузовский учебник Выходцева «История русской советской литературы», выдержавший четыре переиздания, в «перестройку» вернувшийся из эмиграции диссидент Ефим Эткинд на страницах журнала «Вопросы литературы» (№ 5, 1989) призывал «сдать в макулатуру и забыть». Перед его эмиграцией была в 1968 году история, когда Выходцевым был раскритикован сборник Эткинда: сборник был лишён предисловия, а Эткинд лишён звания профессора ЛГПУ — и хотя в ходе скандала Эткинд написал покаянное письмо, но в звании так и не был восстановлен.
Считается одним из активных представителей так называемой «Русской партии» в советской литературе, стоящий у её истоков:

Ячейка «русской партии» сложилась ещё в конце 1960-х в литературной среде — в неё входили председатель Ленинградской писательской организации А. Прокофьев, писатель и публицист П. С. Выходцев и литературовед А. И. Хватов. Был близок к этой среде и наиболее известный ленинградский «деревенщик» Ф. Абрамов.— Митрохин Н. А. - Русская партия. Движение русских националистов в СССР. 1953–1985 годы. М., 2003. С. 427–428

Выходцев Петр Созонтович, отъявленный русофил, ненавидевший евреев и даже не скрывавший своих предпочтений. Антисемитизм у него был совершенно неприкрытый. За что он поплатился на своей первой защите докторской диссертации. Его просто забаллотировали. Видимо в ученом совете было много евреев. Мы как раз были в Ленинграде и присутствовали на этом заседании ученого совета. Однако буквально через несколько недель он снова защищался и на этот раз добился-таки присвоения докторской степени. Как человек он был хороший, и мы не раз встречались с ним.— Эйно Киуру, в 1961 году аспирант, научным руководителем которого стал П. С. Выходцев по просьбе Эйно Карху